# Gāvīyeh
Gāvīyeh (persiska: گاویه) är en ort i Iran.   Den ligger i provinsen Gilan, i den norra delen av landet, 210 km nordväst om huvudstaden Teheran. Antalet invånare är 775.
Terrängen runt Gāvīyeh är platt åt nordost, men åt sydväst är den kuperad. Runt Gāvīyeh är det tätbefolkat, med 790 invånare per kvadratkilometer. Närmaste större samhälle är Lāhījān, 9,2 km sydväst om Gāvīyeh. Trakten runt Gāvīyeh består till största delen av jordbruksmark.